# Filippo Conca
Filippo Conca (* 22. September 1998 in Lecco) ist ein italienischer Radrennfahrer.

## Sportlicher Werdegang
Von 2019 bis 2020 startete Filippo Conca für das italienische Continental Team Biesse Arvedi und machte in beiden Jahren durch jeweils den 5. Platz im Gesamtklassement des Giro Ciclistico d’Italia auf sich aufmerksam. Zudem gewann er den Warm Up Ciclismo 2020 auf dem Autodrom von Imola.
Zur Saison 2021 wechselte Conca zum UCI World Team Lotto Soudal. Seinen ersten Renneinsatz für diese Mannschaft hatte er im Februar 2021 bei der Tour de La Provence, wo er die Bergwertung gewann. Mit der Vuelta a España 2022 nahm er erstmals an einer Grand Tour teil, die er jedoch nach der 16. Etappe aufgrund einer COVID-19-Infektion abbrechen musste.
Nach zwei Jahren bei Lotto-Soudal wechselte Conca zur Saison 2023 zum Q36.5 Pro Cycling Team. Auch in seinem neuen Team blieb er ohne zählbare Erfolge, so dass sein Vertrag nach 2024 nicht verlängert wurde. 2025 ohne neues Team, verließ er den Profiradsport und wurde Mitglied im Swatt Club.

## Erfolge
2021
- Bergwertung Tour de La Provence

2025
- Italienischer Meister – Straßenrennen

## Grand Tour-Platzierungen
| Grand Tour            | 2022 | 2023 |
| --------------------- | ---- | ---- |
| Giro d’ItaliaGiro     | –    | –    |
| Tour de FranceTour    | –    | –    |
| Vuelta a EspañaVuelta | DNF  | –    |